# Old Faithful

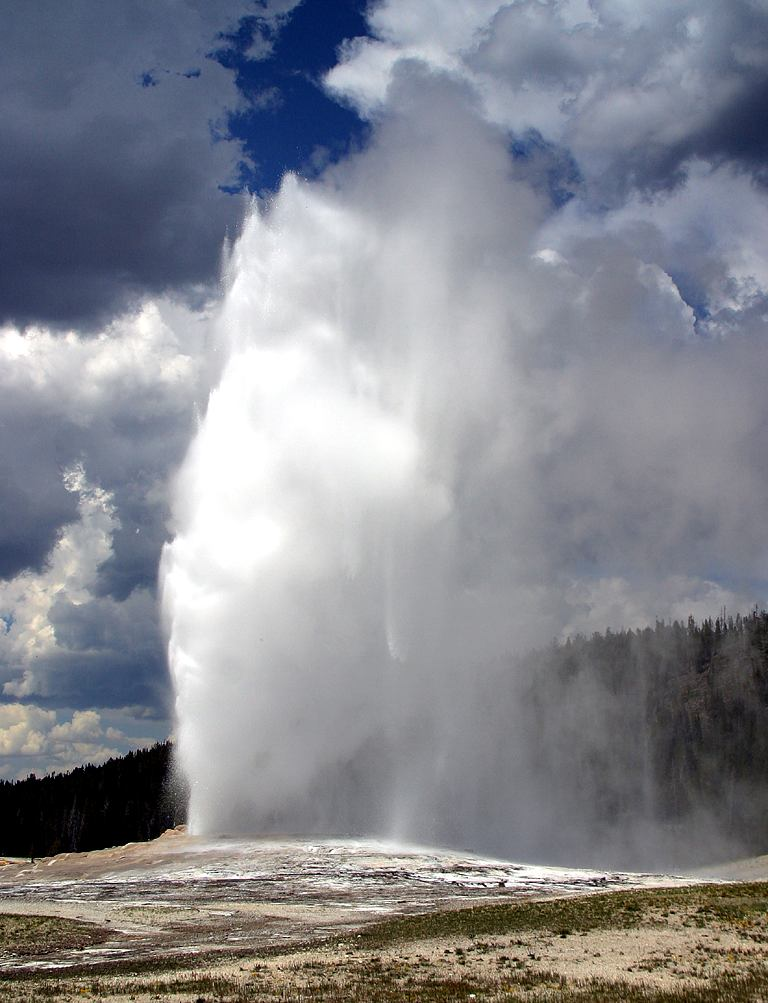
Old-Faithful-Geysir

Old Faithful (der alte Getreue) ist einer der bekanntesten Geysire der Erde. Er ist ein düsenförmiger Geysir und befindet sich im oberen Geysir-Becken des Yellowstone-Nationalparks im Bundesstaat Wyoming (USA). Offiziell hatten ihn Mitglieder der Washburn-Langford-Doane-Expedition 1870 entdeckt. Nach zwei Tagen der Beobachtung gab Henry D. Washburn dem Geysir seinen Namen, da seine Eruptionen häufig und regelmäßig auftraten. Seit seiner Entdeckung ist er über eine Million Mal ausgebrochen.
Old Faithful befindet sich in einer Höhe von 2240 m über dem Meeresspiegel.

## Geschichte
Zur Entdeckungsgeschichte siehe Washburn-Langford-Doane-Expedition.
Untersuchungen am Eruptionskegel des Old Faithful legen nahe, dass dieser Geysir jahrhundertelang inaktiv war. Die Phase der Inaktivität war lang genug, um Bäume in der Umgebung der hydrothermalen Quelle wachsen zu lassen. Später tötete die erneute Aktivität mit Sinterablagerungen die Bäume, einige wurden versteinert. Anhand der C14-Methode wurde das Alter dieser Bäume abgeschätzt. Nach diesen Abschätzungen kann Old Faithful kaum länger als 300 Jahre als Geysir aktiv sein. Während 750 Jahren davor wird er eine heiße Quelle gewesen sein. Auf der anderen Seite sitzt Old Faithful auf einer wesentlich älteren Sinterformation, die von einer älteren Quelle an derselben Stelle stammen muss.

## Eruptionen

EM Clustering für Old-Faithful-Eruptionsdaten. Gut erkennbar sind die zwei typischen Modi des Geysirs. (Eruptionsintervall und -dauer in Minuten)

Old Faithful, fotografiert von Ansel Adams

Old Faithful gehört zu den düsenartigen Geysiren, die einen schmalen Wasserstrahl haben. Sein Eruptionsverhalten ist von anderen Geysiren in der Umgebung unabhängig, da er keine direkte Verbindung zu anderen Geysiren besitzt. Die Tagöffnung des Eruptionskanals misst 0,6 m × 1 m. Der Geysir besitzt ein Reservoir, das aus mindestens zwei Kammern besteht (zwei Kammern sind durch Sondierungen/Lotungen nachgewiesen). Der Durchmesser der Verengung im Eruptionskanal unmittelbar über der oberen Kammer in 7,31 m Tiefe (unteres Ende der Engstelle) beträgt 10,5 cm. Der Eruptionskanal ist mit grobem Silikat-Sinter ausgekleidet. Die Eruptionssäule erreicht eine Höhe von ca. 30 bis 55 m. Eine Eruption dauert meistens zwischen 1,5 und 5 Minuten ohne sein typisches Vorspiel, zwischen 14.000 und 32.000 Liter Wasser werden pro Eruption ausgestoßen. Der Old Faithful gehört damit zu den großen Geysiren. Vom Steamboat-Geysir kann er immer noch zwei- bis dreimal übertroffen werden. Hohe Eruptionen des Steamboat finden allerdings so selten statt, dass er längst nicht die Bedeutung hat, die den Old Faithful zum Touristenmagneten macht.
Zwischen 1983 und 1994 führten Forscher verschiedene Messungen im Schlot des Old Faithful durch. In 22 Meter Tiefe maßen sie eine Wassertemperatur von 118 °C. Die höchste gemessene Temperatur betrug 129 °C. Die Temperatur im Erdinneren unterhalb des Geysirs schwankt um bis zu 15 Grad. Entgegen manchen Behauptungen kann man – trotz einer gewissen Regelmäßigkeit – nach Old Faithful nicht die Uhr stellen. Zwischen zwei Eruptionen liegen 30 bis 120 Minuten; momentan meist zwischen 65 und 92 Minuten, durchschnittlich 91 Minuten. Voraussagen sind in der Regel auf fünf Minuten genau, können aber auch nach umfangreichem „Vorspiel“ (mehrere kleine Eruptionen) um 20 Minuten abweichen. Das Eruptionsintervall wird seit den 1870er Jahren gemessen. Zu Beginn lag es durchschnittlich bei 61 Minuten. Die Vergrößerung des Intervalls ist unter anderem auf verschiedene Erdbeben zurückzuführen, aber auch auf die zunehmende Trockenheit. Im Yellowstone-Nationalpark eruptiert einzig der Riverside-Geysir regelmäßiger.
Es zeigte sich, dass seine Ausbruchshöhen und Intervalle am allerwenigsten von allen beobachteten Geysiren variieren. Seit Beginn der Beobachtungen hat er nie einen periodischen Ausbruch verpasst. Der jeweils nächste Ausbruch wird anhand einer Formel von George D. Marler abgeschätzt, in die das letzte Intervall, die letzte Ausbruchsdauer, die Ausbruchszeit und einige andere Parameter einfließen. Diese Zeit wird im Besucherzentrum (Visitor Center) und über die App des National Park Service bekannt gegeben.

### Eruptionsdynamik

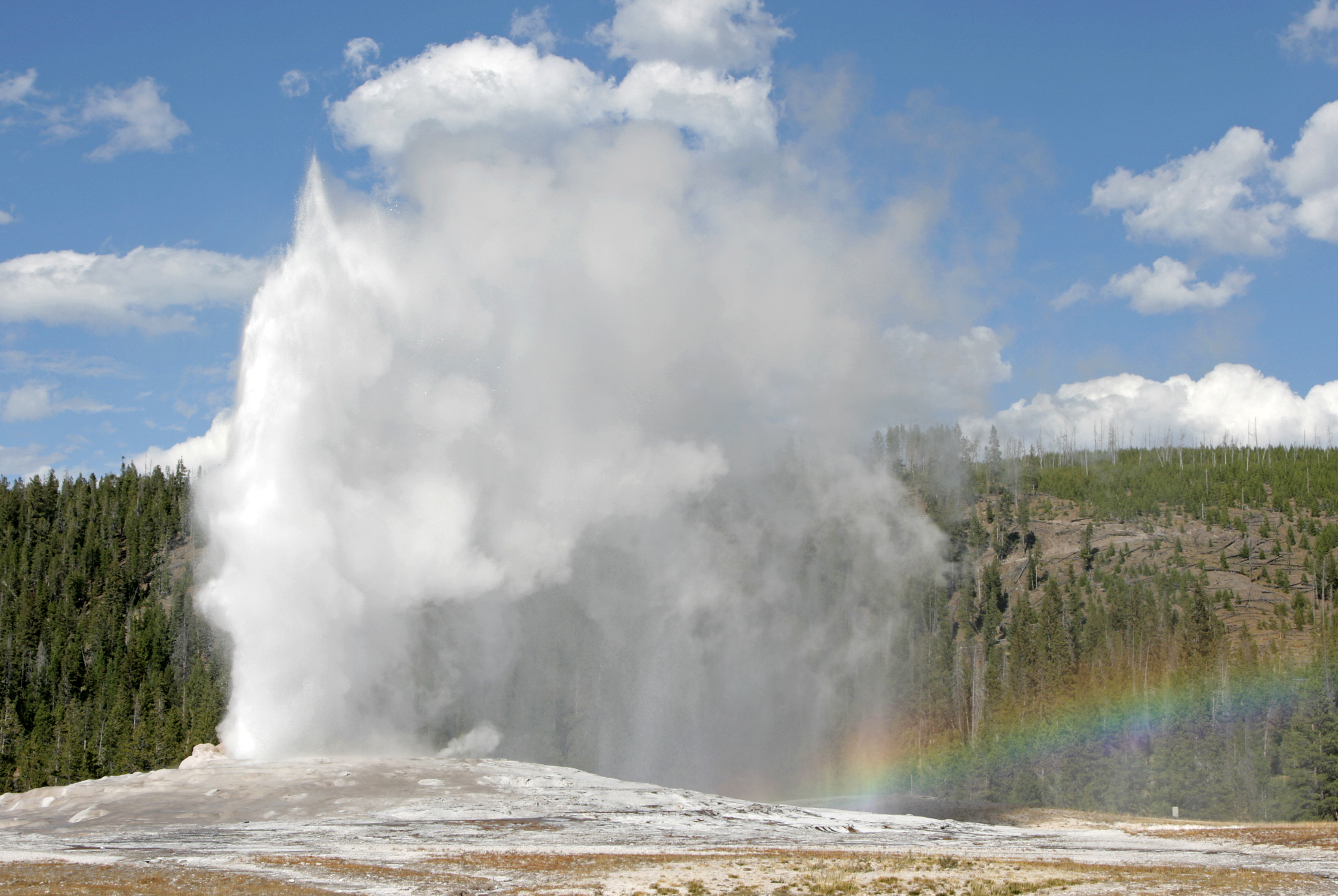
Ausbruch des Geysirs: Im Sonnenlicht erscheint in der Gischt ein Regenbogen

Old Faithful ist ein Geysir des Modells A nach John Sargent Rinehart mit leichten Modifikationen (Doppelreservoir). Das Wasser steigt zwischen den Eruptionen bis in eine Höhe von max. 6,7 m unter der Erdoberfläche an, also nur sehr knapp über die Verengung. Die Eruptionsdynamik mit dem „Vorspiel“ lässt sich folgendermaßen erklären:
Das Wasser im Reservoir unter der Verengung zum Eruptionskanal wird nach einer Eruption mindestens durch einen relativ kühlen Grundwasserleiter unmittelbar unter der Engstelle wieder aufgefüllt (weitere noch nicht erforschte Zuleitungen sind möglich) und auf hohe Temperaturen erhitzt. Es herrschen Verhältnisse wie in einem Dampfkochtopf, die Temperatur, bei der Wasser bei atmosphärischem Druck siedet, wird auf Grund des Drucks der Wassersäule im Reservoir- und Kanalsystem überschritten. Irgendwann steigt Dampf durch die Engstelle auf und das Vorspiel beginnt. Mit dem Aufsteigen des Dampfs sinkt der Druck der Wassersäule im Eruptionskanal, Wasser in der oberen Kammer beginnt zu sieden und treibt einen Schwall Wasser aus dem Eruptionskanal, der für den Beobachter schon als Fontäne sichtbar wird. Diese Voreruption bricht jedoch wieder zusammen. Solche Voreruptionen können sich mehrere Male wiederholen: Wasser wird aus dem Eruptionskanal und der oberen Kammer ausgetrieben, der Druck in der unteren Kammer sinkt. Irgendwann wird in der unteren Kammer durch den geringer werdenden Druck der Siedepunkt erreicht, und das Wasser wird von der flüssigen Phase in die Dampfphase umgewandelt und nimmt damit das etwa 1500-fache Volumen ein. Damit ist die Haupteruption gestartet. Alles Wasser über der Dampfblase wird über den Eruptionskanal in die Luft ausgestoßen. Wenn die Dampfblase verbraucht ist, stoppt die Eruption.

## Old Faithful Inn

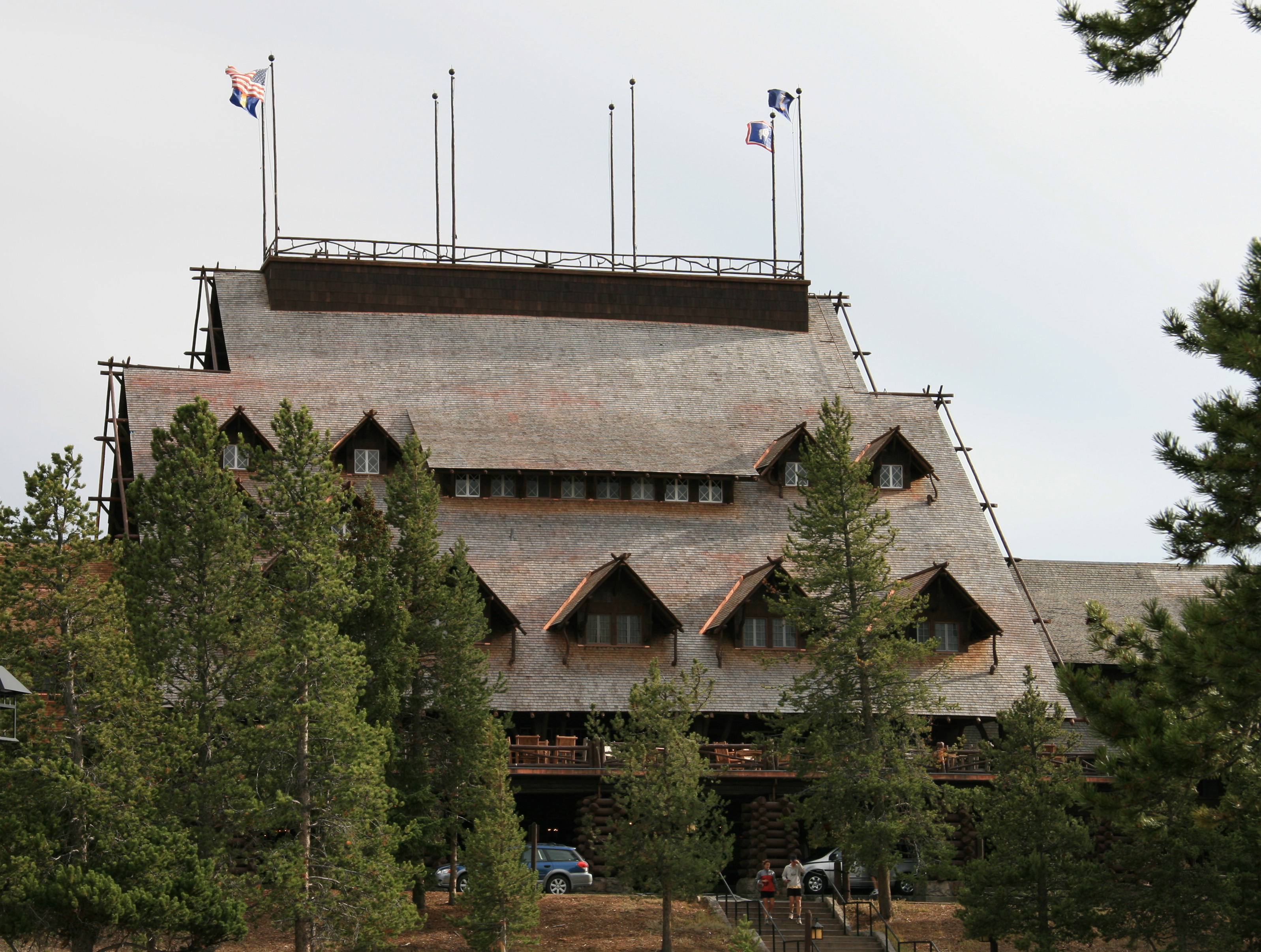
Old Faithful Inn

Um dem großen Touristenstrom gerecht zu werden, ließen die Parkverantwortlichen 1903/04 neben dem Geysir den Old Faithful Inn bauen. Das Gebäude des Gasthauses wird als größtes Blockhaus der Welt bezeichnet, dies ist allerdings ungesichert. Heute stehen Besuchern weitere Übernachtungs- und Verpflegungsmöglichkeiten zur Verfügung, außerdem Souvenirläden, Reparaturwerkstätten und eine Klinik.

## Trivia

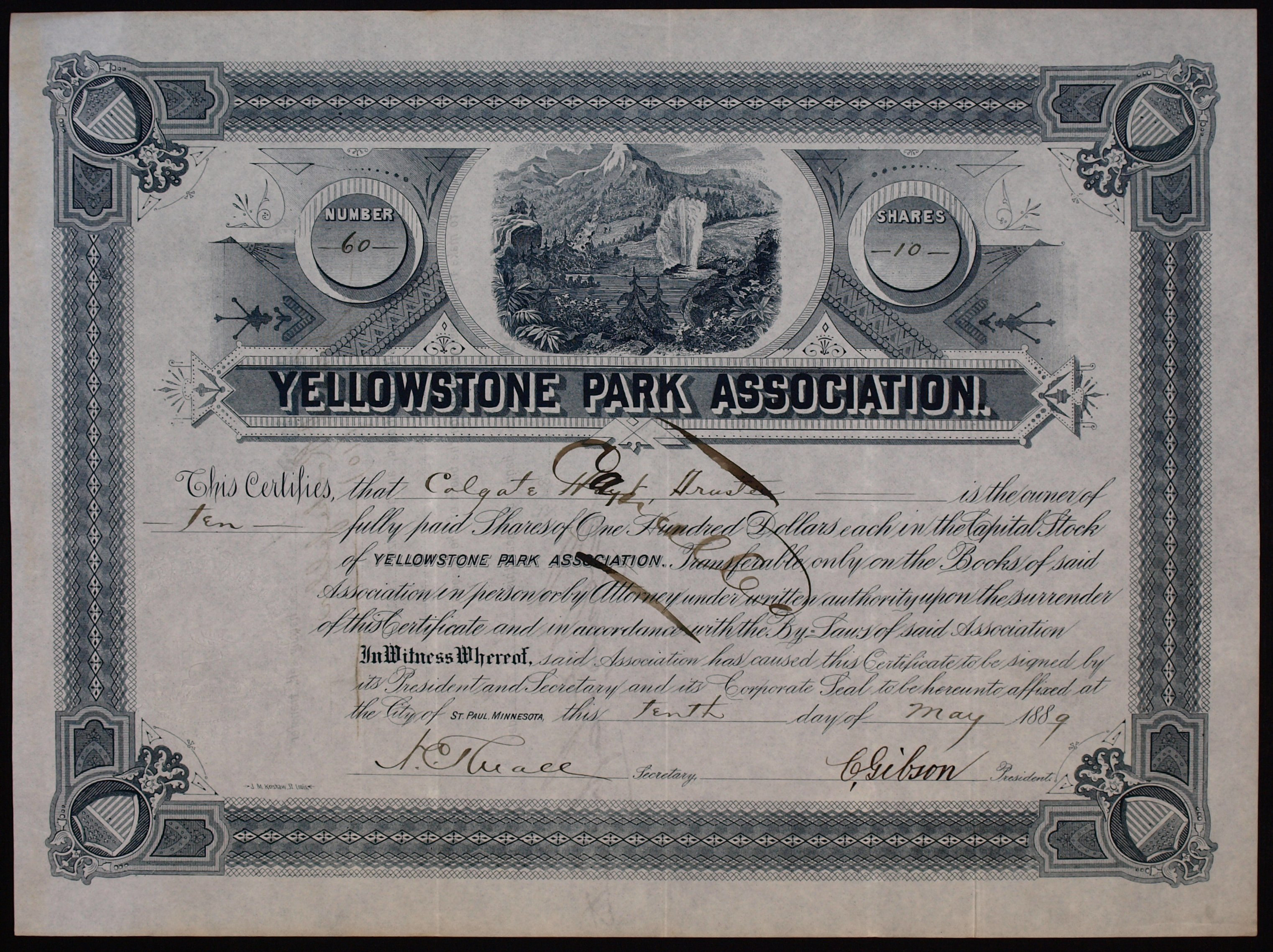
Aktie der Yellowstone Park Association vom 10. Mai 1889 mit Darstellung von Old Faithful in der Vignette

In den frühen Tagen des Nationalparks wurde Old Faithful auch als Wäscherei genutzt:

„Old Faithful wird ab und zu degradiert, in dem man ihn als Wäscherei gebraucht. Kleidung, die während der Ruhezeit im Krater platziert wird, wird hochgeschleudert und gründlich gewaschen, wenn die Eruption stattfindet. General Sheridans Männer stellten 1882 fest, dass Leinen und Baumwollstoffe durch das Wirken des Wassers unbeschädigt blieben, während Wollkleidung in Fetzen zerrissen wurde.“